# Rastorgujew-Gletscher
Der Rastorgujew-Gletscher ist ein großer Gletscher in den Bowers Mountains im ostantarktischen Viktorialand. Er fließt von den Osthängen der Explorers Range zwischen Mount Ford und Mount Sturm über den Flensing-Eisfall zum Lillie-Gletscher. 
Kartografisch erfasst wurde er durch Vermessungsarbeiten des United States Geological Survey und mithilfe von Luftaufnahmen der United States Navy zwischen 1960 und 1962. Das Advisory Committee on Antarctic Names benannte ihn 1964 nach dem sowjetischen Meteorologen Wladimir Iwanowitsch Rastorgujew (* 1925), der im Rahmen des Internationalen Geophysikalischen Jahres 1957 auf der Station Little America V tätig war.